# سید کاظم نورمفیدی
سیّد کاظم نورمفیدی (زادهٔ ۱۳۱۹ در گرگان) سیاستمدار روحانی انقلابی اهل ایران است که هم‌اکنون نماینده ولی فقیه در استان گلستان و امام جمعه شهر گرگان می‌باشد. او همچنین نماینده استانهای مازندران و گلستان در مجلس خبرگان رهبری در دوره‌های اول تا پنجم بوده است. از او به عنوان قدیمی‌ترین امام جمعه در ایران یاد می‌شود.
وی شوهر خواهر آیت‌الله محمد فاضل لنکرانی از مراجع تقلید شیعه و فرزندش سید علی نیز داماد سید محمد موسوی بجنوردی و باجناغ سید حسن خمینی است.
او در اسفندماه ۱۳۹۵ در بیمارستان بستری شد، حسن روحانی در ۲۱ اسفند و محمدی گلپایگانی رئیس دفتر رهبر ایران در ۲۳ اسفند در بیمارستان به عیادت وی رفتند.

## زندگی

### پیش از انقلاب
سیدکاظم نور مفیدی در سال ۱۳۱۹ خورشیدی متولد شد. پس از دوره راهنمایی، در دوازده سالگی به تحصیل علوم دینی مشغول شد و پس از چهار سال تحصیل در گرگان به مشهد و از آنجا به قم مهاجرت کرد و پس از حدود هجده سال تحصیل علوم دینی به درجه اجتهاد رسید. سیدمحمدمحقق داماد، محمدعلی اراکی، سید محمدرضا گلپایگانی، مرتضی حائری یزدی، مرتضی مطهری و غلامحسین ابراهیمی دینانی از اساتید وی بوده‌اند.

### ازدواج
کاظم نورمفیدی در سال ۱۳۴۱ با خواهر محمد فاضل لنکرانی ازدواج کرد.

### مبارزات
کاظم نورمفیدی از فعالان نهضت مبارزه با دودمان پهلوی بود. پس از هجده سال تحصیل و تدریس در قم به گرگان بازگشت و فعالیت‌های انقلابی خود را در قالب جلسات تفسیر و نهج البلاغه ادامه داد. در همین ایام بود که به دو سال تبعید از گرگان محکوم شد و مدتی را در بندرلنگه و مریوان گذراند. با اوج‌گیری مبارزات وی به گرگان بازگشت.

### پس از انقلاب
سید کاظم نورمفیدی در اوایل انقلاب ایران عهده‌دار کمیته موقت انقلاب آن شهر شد و از سوی سید روح‌الله خمینی به سمت حاکم شرع دادگاه انقلاب گرگان منصوب شد، وی بعدها از این سمت استعفا داد.
در همان ایام بود که توسط سازمان مجاهدین خلق مورد سوء قصد واقع شد که جان سالم به در برد. در این حادثه دو تن از محافظانش کشته شدند. بعدها عامل ترور اعتراف کرد که تحلیل سازمان این بود که وی عامل وحدت است و باید از بین برود.
نورمفیدی در آبان سال ۱۳۵۸ به سمت امامت جمعه گرگان و نماینده سید روح‌الله خمینی در منطقه گرگان و دشت منصوب شد. این حکم بعدها با حوزه اختیارات بیشتر از سوی سید روح‌الله خمینی تأکید شد. او در اولین انتخابات مجلس خبرگان رهبری شرکت کرد و تا پایان دوره پنجم، نماینده مجلس خبرگان بود. وی در ختم مسالمت‌آمیز غائله گنبد در اوایل انقلاب نقش کلیدی داشته است. او ارتباط خوبی با جامعه اهل سنت دارد و به موضوع وحدت در بین پیروان اسلام معتقد است. برخی از وی به عنوان نماد وحدت در استان گلستان یاد می‌کنند.
با آغاز جنگ ایران و عراق بارها به جبهه رفت و پشتیبانی لشکر ۲۵ کربلا را به عهده داشت. ستاد پشتیبانی از جنگ منطقه گرگان از فعال‌ترین ستادهای مردمی ایران بود. پس از مرگ خمینی حکم نمایندگی ولی فقیه وی از سوی سید علی خامنه‌ای به او تنفیذ شد.

## فعالیت‌های فرهنگی و آموزشی نورمفیدی[نیازمند منبع]
- تأسیس حوزه علمیه امام خمینی در گرگان که از سال ۱۳۵۹ تا کنون مشغول فعالیت و پذیرش و آموزش علاقمندان مرد به علوم اسلامی است.
- تأسیس و اداره حوزهٔ علمیه الزهرا (س) که از سال ۱۳۶۰ تاکنون مشغول فعالیت و پذیرش و آموزش علاقمندان زن به علوم اسلامی است.
- مؤسسه فرهنگی و کتابخانه میرداماد ;که یکی از بزرگ‌ترین کتابخانه‌های عمومی در شمال ایران است و بیش از ۱۶۰ هزار جلد کتاب و سایر منابع آرشیوی را در اختیار دارد و سالن مطالعه آن با بیش از ۳۰۰ نفر ظرفیت روزانه محل مراجعه علاقمندان به کتاب و کتابخوانی است.
- هدایت بودجه‌ها ساخت ۱۷ مدرسه در شهرهای مختلف استان گلستان و تحویل آنها به آموزش و پرورش برای استفاده دانش آموزان.[نیازمند منبع]
- کمک به ساخت چند بیمارستان، مرکز اورژانس و چند مسجد، حسینیه در نقاط مختلف استان گلستان.
- کمک مستقیم مالی و همچنین تهیه ارزاق عمومی برای افراد نیازمند در طول سال.[نیازمند منبع]
- در سال ۱۴۰۲ ساخت بیمارستان فوق تخصصی تشخیص و درمان سرطان توسط وی در گرگان آغاز شد که با آماده شدن این بیمارسان ضمن کمک به بیماران مبتلای استان گلستان می‌تواند به جذب توریسم درمانی کمک کند.

## فعالیت‌های اقتصادی نورمفیدی و حواشی آن
پایگاه مردمی عدالت خواهان و مطالبه گران گلستان اسنادی در مورد فعالیت‌های اقتصادی و شرکت‌های زیر نظر کاظم نورمفیدی منتشر کرد.
یکی از فرزندان وی که نامش در برخی از این مراکز آمده است اعلام کرد: طی ۲۸ سال عمر کاری خویش هیچگاه فعالیت اقتصادی شخصی نداشته و سهامدار و مالک هیچ شرکتی نبوده و اساساً شریک تجاری هم ندارد بلکه صرفاً به نمایندگی برخی موسسات دینی، فرهنگی و خیریه که مخارج خود را از طریق فعالیت‌های اقتصادی سالم، مولد و قانونی تأمین می‌کنند در شرکت‌های وابسته به همراه جمعی حضور سیاستگزارنه و نظارتی دارم. 
| آگهی تغییرات بنیاد نور گرگان مؤسسه غیر تجاری به شماره ثبت ۱۱ و شناسه ملی ۱۰۷۰۰۰۰۱۶۹۷             | به استناد صورتجلسه هیئت مدیره مورخ ۲۶/۴/۱۳۹۵ تصمیمات ذیل اتخاذ شد: آقای سید مصطفی نور مفیدی به شماره ملی ۰۳۸۱۲۵۳۵۳۸ به سمت رئیس هیئت مدیره و آقای محمد رضا نجاتی به شماره ملی ۲۱۲۱۲۳۰۸۳۱ به سمت نائب رئیس هیئت مدیره و آقای محمد حسن افتخارالدین به شماره ملی ۲۱۲۱۲۱۳۶۳۵ به سمت عضو هیئت مدیره و آقای محمد حسن افتخارالدین خارج از شرکا ء بسمت مدیرعامل برای مدت دو سال انتخاب گردیدند. کلیه اوراق و اسناد تعهدآور از قبیل چک و سفته و قراردادها و آنچه بار مالی و تعهدی برای مؤسسه داشته باشد با امضای مدیرعامل ویکی از اعضای هیئت مدیره و نامه‌های اداری با امضای مدیرعامل یا قائم مقام وی همراه با مهر مؤسسه معتبر می‌باشد. ش۹۵۰۷۲۶۹۸۵۹۰۵۵۱۴ اداره ثبت شرکت‌ها و موسسات غیرتجاری گرگان                                                                            |
| آگهی تغییرات مدرسه علمیه الزهرا س گرگان مؤسسه غیر تجاری به شماره ثبت ۴۸۴ و شناسه ملی ۱۰۷۰۰۱۹۲۹۵۹ | به استناد صورتجلسه مجمع عمومی عادی سالیانه مورخ ۲۸/۰۴/۱۳۹۷ تصمیمات ذیل اتخاذ شد: تزاز نامه و سود و زیان منتهی به ۲۹ اسفند ماه ۱۳۹۶ مؤسسه مورد تصویب قرار گرفت. سید مجتبی نور مفیدی به شماره ملی ۰۳۸۱۲۵۳۵۲۱ و قربانعلی برقرار به شماره ملی ۲۲۴۹۰۶۷۹۹۶ و خانم مریم بیگم میر کریمی به شماره ملی ۲۱۲۰۲۱۱۱۴۰ و خانم مریم دوست محمدیان به شماره ملی ۲۲۳۹۷۲۵۲۵۷ و سید مصطفی نور مفیدی به شماره ملی ۰۳۸۱۲۵۳۵۳۸ بعنوان اعضای هیئت امنای مؤسسه برای مدت دوسال انتخاب گردیدند. آقای زید اله تربتی به شماره ملی ۲۱۲۱۸۲۹۰۱۶ به سمت بازرس اصلی و آقای محمد حسن افتخارالدین به شماره ملی ۲۱۲۱۲۱۳۶۳۵ به سمت بازرس علی‌البدل برای مدت یکسال مالی انتخاب گردیدند. روز نامه کثیرالانتشارکار کارگر جهت نشر آگهی تعیین گردید. ش۹۷۰۸۲۸۱۱۸۸۳۳۳۰۹ اداره ثبت شرکت‌ها و موسسات غیرتجاری گرگان |
| آگهی تغییرات فرهنگی میرداماد گرگان مؤسسه غیر تجاری به شماره ثبت ۳۵ و شناسه ملی ۱۰۷۰۰۰۰۴۸۰۳       | به استناد صورتجلسه مجمع عمومی عادی سالیانه مورخ ۲۴/۰۴/۱۳۹۵ تصمیمات ذیل اتخاذ شد: - تراز نامه وحساب سود وزیان سال مالی منتهی به ۲۹ اسفند ماه ۱۳۹۴ مؤسسه مورد تصویب کرد. - اعضای هیئت مدیره برای مدت ۲ سال شمسی بشرح ذیل تعیین می‌گردد: - آقای سید مجتبی نور مفیدی بشماره ملی ۰۳۸۱۲۵۳۵۲۱و آقای سید مصطفی نور مفیدی بشماره ملی ۰۳۸۱۲۵۳۵۳۸ و آقای احمد خواجه نژاد بشماره ملی ۲۱۲۰۹۶۶۹۹۰ - آقای زید اله تربتی به شماره ملی ۲۱۲۱۸۲۹۰۱۶ به سمت بازرس اصلی و آقای محمدحسن افتخارالدین بشماره ملی ۲۱۲۱۲۱۳۶۳۵ به سمت بازرس علی‌البدل برای مدت یکسال مالی انتخاب شدند. - روزنامه کثیرالانتشارکار کارگر جهت درج آگهی تعیین گردید. ش۹۵۰۶۰۹۵۴۵۶۲۸۷۱۷ اداره ثبت شرکت‌ها و موسسات غیرتجاری گرگان                                                                                     |

### بهره‌برداری از جنگل‌های شمال
پیش از انقلاب سال ۱۳۵۷ تعدادی از افراد و شرکت‌های خصوصی در شمال ایران در قالب طرح‌های بهره‌برداری در جنگل مشغول فعالیت بودند، پس از پیروزی انقلاب و رها شدن این پروژه‌ها نورمفیدی برای اداره فعالیت‌های عام‌المنفعه فرهنگی و مذهبی از مجموع بیش از ۲۰ طرح شمال ایران با تشکیل گروهی از متخصصین، اداره ۲ طرح در منطقه گرگان را بر عهده گرفت تا درآمد حاصل از آن صرف امور فرهنگی و آموزشی و خیریه در منطقه گرگان شود.

آیت‌الله نورمفیدی در پاسخ به یک سؤال در این باره گفت: 
 شخصاً نزد امام راحل رفته و از ایشان اجازه گرفتیم مسوولیت این کار را در منطقه گرگان برعهده گرفته و علاوه بر انجام تعهدات نسبت به دولت عواید آن را صرف امور خیریه، مذهبی و فرهنگی و ساخت و اداره حوزه علمیه کنیم و ایشان نیز با استقبال از این امر با آن موافقت کردند.
هر چند ادعا می‌شود این طرح‌ها نهایتاً در سال ۱۳۷۵ تعطیل شد و از آن سال تاکنون هیچ فعالیتی در عرصه جنگل انجام نشده است و از محل درآمد آن نیز کارهای خیریه و عام‌المنفعه زیادی در منطقه انجام گرفته است. 
علی خامنه‌ای، رهبر جمهوری اسلامی در سال ۹۳ در دیدار مسئولان محیط زیستی گفت: 
 متأسّفانه در بخشهای مختلف کشور، این جنگلهای متراکم و انبوه شمال کشور بعضاً مورد چپاول و غارت قرار می‌گیرد… اجازه ندهند با بهانه‌های مختلف - از شهربازی… تا مدرسهٔ علمیّه و حوزهٔ علمیّه؛ همهٔ اینها بهانه‌هایی می‌شوند و شده تاکنون که به جنگلها تعدّی بشود و تاکنون به جنگل تعدّی شده…
اما برابر اطلاعات منتشر شده، حوزه علمیه تحت مدیریت نورمفیدی از سال ۱۳۷۵ هیچگونه فعالیتی در عرصه‌های جنگلی ندارد.
در ۱۵ دی‌ماه ۱۳۹۵ نوراله طبرسی، کاظم نورمفیدی و زین‌العابدین قربانی، نمایندگان علی خامنه‌ای به ترتیب در استان‌های مازندران، گلستان و گیلان، بر اساس درخواست تعدادی از کارشناسان حفظ و احیاء منابع طبیعی و ملی طی نامه ای به علی لاریجانی رئیس وقت مجلس انتقاد خود را به تعطیلی طرح‌های جنگلداری و اجرای نظریه موسوم به استراحت جنگل اعلام کردند.

## آثار
تاکنون ۱۰ اثر از مجموعه گفتارها و مباحث ایشان به صورت کتاب منتشر شده است که عبارتند از:
1. مناجات با محبوب (شرح مناجات‌های پانزده‌گانه امام زین العابدین (ع)
2. از مرگ تا قیامت
3. درس‌های توحیدی در سوره یونس
4. توشه رمضان
5. تراز خانواده اسلامی، اهمیت تشکیل، عوامل تحکیم
6. درس‌هایی از سیره پیامبر اعظم (ص)
7. شفاعت و اهل نجات
8. سیمای مؤمن در سوره مومنون
9. ظهر آدینه (خطبه‌های نماز جمعه سالهای ۱۳۵۹ تا ۱۳۶۱)
10. خاطرات (پیش از انقلاب اسلامی)